# Wilfrido Omaña
Wilfrido Omaña (18 de noviembre de 1921, Tovar, Estado Mérida-24 de febrero de 1953, Caracas, Venezuela) fue un militar y político venezolano, dirigente de la guerrilla armada contra el gobierno del general Marcos Pérez Jiménez. Muerto en un enfrentamiento contra los funcionarios de la Dirección de Seguridad Nacional.

## Orígenes
Hijo de Antonia Omaña, Wilfredo nació y se formó en Tovar, Estado Mérida. En 1939, ingresó a la Escuela de Clases de La Grita, Estado Táchira. En 1942, formó parte del Curso de Sargentos aspirantes a Oficiales en la Escuela de Aplicación de Infantería que funcionaba en el Cuartel Urdaneta de Caracas. En 1943, recibe el grado de Subteniente, en noviembre de 1945, es ascendido a Teniente. El 12 de septiembre de 1947, participa en la conspiración en contra el gobierno de Rómulo Gallegos, por lo cual fue arrestado en la Cárcel de Barcelona hasta el golpe de Estado en Venezuela de 1948 derroca Gallegos.
Pasa a integrar la Policía Militar en Caracas. El 5 de julio de 1949 recibe su grado de Capitán del Ejército y es destinado a las plazas de Barquisimeto, Estado Lara y San Felipe, Estado Yaracuy. El 15 de julio de 1948, es transferido al Cuartel Sucre de Maracay, Estado Aragua. Como oficial de las Fuerzas Armadas de Venezuela, tuvo conocimiento directo de la existencia del Campo de concentración de la Isla Guasina y de la cantidad de personas detenidas en condición de presos políticos por oponerse a la dictadura militar de Marcos Pérez Jiménez. El 28 de septiembre de 1952, siendo plaza del Batallón de Servicios y Defensa número 1, con sede en Boca del Río, Estado Aragua dirige junto al Teniente Héctor Navarro Torres un alzamiento militar de dicha base conjuntamente con ataques armados en Turén y Villa Bruzual, Estado Portuguesa pero no contaron con un apoyo solidario del resto del componente militar a nivel nacional fracasaron siendo detenidos por las fuerzas de la Dirección de Seguridad Nacional. El Teniente Navarro se entregó con su pelotón al Comando del Batallón Rafael Urdaneta y Wilfrido Omaña logra escapar para ingresar a la clandestinidad.

## En la clandestinidad
Logra el contacto con miembros de Acción Democrática (AD), y dada su participación en el atentado a la Iglesia de Santa Teresa en Caracas, así como el tráfico de armas desde el exterior, estaba ilegalizado, y lo conformaban guerrilleros armados contra la dictadura. Estos lo trasladan a Caracas el 3 de octubre de 1952, uno de los que lo trasladaron era José de Los Santos Gómez quien lo acompañaría hasta su muerte.
Omaña se entrevista con Alberto Carnevali y con Leonardo Ruiz Pineda conocidos líderes en la clandestinidad de Acción Democrática con quienes acuerdan organizar grupos armados para enfrentar al gobierno militar y preparar un nuevo golpe pero empezando desde Caracas. Sin embargo, uno de los enlaces militares de Omaña, el Capitán Luis Tirado Alcalá con quien había entrado en contacto para sumarlo a la rebelión lo entregó al Jefe del Estado Mayor Conjunto y se convirtió en espía de la Dirección de Seguridad Nacional iniciando una labor de identificación de miembros de la guerrilla.

## Muerte
Finalmente, la noche del 24 de febrero de 1953, Luis Tirado Alcalá le organizó un contacto al Capitán Omaña, en la Plaza de Las Tres Gracias en Caracas. Una comisión de la Dirección de Seguridad Nacional integrada por cerca de 45 funcionarios lo esperaba para detenerlo por encontrarse solicitado. Al llegar al sitio con su chofer, José de los Santos Gómez un miembro de la resistencia contactó a Tirado Alcalá quien le dijo que estaba muy nervioso y que no quería bajarse del vehículo, que el Capitán Omaña se bajara hacia el de él. Se originó un fuerte tiroteo de los policías contra el guerrillero quien cayó, pero antes mató e hirió a otros funcionarios. Uno de los policías, Manuel Vicente Omaña, quien no era pariente suyo, recibió un balazo en la cabeza de la pistola de Wilfrido, muriendo en el sitio. Braulio Barreto es quien le da el tiro de gracia a Wilfrido, su cadáver presentó más de 30 perforaciones de bala.

### Investigaciones
Al caer la dictadura de Pérez Jiménez, el 23 de enero de 1958, los Tribunales venezolanos iniciaron acciones judiciales contra los exfuncionarios de la extinta Dirección de Seguridad Nacional, entre ellos a Braulio Barreto, exagente de la Sección Político Social, responsabilizado del asesinato de Antonio Pinto Salinas, del teniente León Droz Blanco y del capitán Wilfrido Omaña. Para mayo del año 2009, aún vivían en libertad pues no pudieron probarle tales cargos. En 1972 el exministro de interior de Marcos Pérez Jiménez, Laureano Vallenilla-Lanz Planchart fue acusado de ser el autor intelectual de su asesinato y se le dicto una orden de apresión en su contra, sin embargo este huye del país.

## Legado
- El nombre de Wilfrido Omaña fue utilizado por una Brigada armada de las Fuerzas Armadas de Liberación Nacional (FALN) durante la lucha armada comunista en Venezuela, en la llamada década violenta de los sesenta.
- Actualmente el nombre del Capitán Wilfrido Omaña ha sido reivindicado y es considerado un héroe de la guerrilla de izquierda comunista.